# Ecpetala carnifasciata
Ecpetala carnifasciata là một loài bướm đêm trong họ Geometridae.